# Miss Inde
 (février 2022).
Si vous disposez d'ouvrages ou d'articles de référence ou si vous connaissez des sites web de qualité traitant du thème abordé ici, merci de compléter l'article en donnant les références utiles à sa vérifiabilité et en les liant à la section « Notes et références ».
 (février 2022).
- Si vous ne connaissez pas le sujet, laissez ce bandeau (vous pouvez alors contacter les auteurs).
- Si vous supprimez le contenu mis en cause (vous pouvez préalablement contacter les auteurs),

argumentez précisément cette suppression dans la page de discussion
(un manque de référence n'est pas un argument ; une recherche réelle de référence doit avoir été effectuée, être formellement documentée).
Miss Inde dit Femina Miss India, est un concours de beauté féminin tenu en Inde depuis 1947, destiné aux indiennes. Il est organisé par le magazine indien Femina publié par Bennett, Coleman & Co. Ltd.
En 2013, Femina Miss India a décidé de ne plus envoyer de candidate au concours Miss Univers, le comité a donc créé un autre concours Miss Diva, faisant toujours parti de l’organisation. 
- Femina Miss India envoie sa lauréate au concours Miss Monde.
- Miss Diva envoie ses lauréates aux concours Miss Univers et Miss Supranational.

Glamanand Supermodel India, un autre comité en Inde, envoie ses lauréates aux concours Miss International, Miss Grand International, Miss Multinational et Miss Globe.

## Histoire de Miss Inde

### Le concours depuis 1947
La première Miss Inde était Pramila, de son vrai nom Esther Victoria Abraham, originaire de Calcutta, élue en 1947.  Le concours a été organisé par la presse locale. 
Deux concours de Miss Inde ont eu lieu en 1952, et Indrani Rehman et Nutan étaient les gagnantes des concours. Nutan a été couronnée Miss Mussorie tandis que Indrani Rehman a représenté l'Inde à Miss Univers 1952, la première édition du concours Miss Univers. En 1953, Peace Kanwal a été couronnée Miss Inde 1953 au concours Kardar-Kolynos. Le concours a été organisé par l'acteur indien Abdur Rashid Kardar. 
Aucun concours de Miss Inde n'est organisé de 1955 à 1958. En 1959, une édition de Miss Inde est organisée appelée Eve's Weekly Miss India pour envoyer des représentantes du pays au concours Miss Monde. Fleur Ezekiel a été couronnée Miss Monde et pour la toute première fois, l'Inde se représente à Miss Monde 1959. 
Reita Faria fut la première Miss Inde à remporter un concours de beauté international.  Elle a été couronnée Miss Monde 1966 au Lyceum Theatre de Londres, au Royaume-Uni. Elle gagna le concours Eve's Weekly Miss India. Plus tard, l'organisation Miss Inde décide de couronner trois candidates : la gagnante pour représenter l'Inde à Miss Univers et ses dauphines pour représenter le pays à Miss Asia Pacific International et International Teen Princess. Par la suite, la seconde dauphine représente son pays à Miss Teenage Intercontinental.  À certaines occasions, celle-ci ou une finaliste a été envoyé au concours Reine du Pacifique de 1969 à 1975. 
Plus tard, après l'acquisition des droits pour envoyer les représentantes de l'Inde à Miss Monde, le concours permet de sélectionner trois lauréates qui vont ensuite être envoyées à Miss Univers, Miss Monde et Miss Asia Pacific International. 
En 1991, Femina a également acquis les droits pour envoyer ses représentantes au concours Miss International et sur certaines occasions, la troisième lauréate est envoyée à Miss International et la finaliste à Miss Asia Pacific International. La troisième lauréate étant couronnée Miss Inde Asie-Pacifique peut représenter l'Inde à Miss Asie-Pacifique International et la finaliste est envoyée à Miss International. 
En 1994, après la victoire historique de l'Inde dans les concours internationaux, l'organisation met fin à la pratique de couronner un seul vainqueur et décide plutôt que les trois premières gagnantes sont désignées comme vainqueurs avec une visibilité et des prix égaux. 
En 2002, la troisième lauréate est désignée pour représenter le pays à Miss Terre à la place de Miss Asia Pacific International. 
De 2007 à 2009, trois lauréates ont été choisies à se représenter à Miss Monde, Miss Univers ou Miss Terre. L'organisation Miss Inde a décidé en 2010 qu'elle n'enverrait plus de représentante à Miss Univers et choisit plutôt de désigner la troisième gagnante pour représenter l'Inde à Miss International.  L'année 2013 annonce le retour de Bennett, Coleman & Co. Ltd, un concours séparé de Miss Diva 2013 et qui depuis envoie des représentantes pour Miss Univers. Le vainqueur de Miss Diva représente l'Inde à Miss Univers. 
Tantra Entertainment Pvt.  Ltd (TEPL), en partenariat avec l'actrice indienne Sushmita Sen, ont lancé un nouveau concours appelé I AM She – Miss Universe India.  La gagnante de ce concours a participé au concours de Miss Univers de 2010 à 2012.

## Lauréates

### De 1947 à 1993
| Année     | Lauréate               | État          |
| --------- | ---------------------- | ------------- |
| 1947      | Pramila                | West Bengal   |
| 1952      | Indrani Rahman         | Tamil Nadu    |
| 1952      | Nutan                  | Uttarakhand   |
| 1953      | Peace Kanwar           | Punjab        |
| 1954      | Leela Naidu            | Maharashtra   |
| 1959      | Fleur Ezekiel          | Maharashtra   |
| 1964      | Meher Castelino Mistri | Maharashtra   |
| 1965      | Persis Khambatta       | Maharashtra   |
| 1966      | Yasmin Daji            | Maharashtra   |
| 1967      | Nayyara Mirza          | New Delhi     |
| 1968      | Anjum Mumtaz Barg      | Maharashtra   |
| 1969      | Kavita Bhambhani       | Maharashtra   |
| 1970      | Veena Sajnani          | Maharashtra   |
| 1971      | Raj Gill               | Maharashtra   |
| 1972      | Roopa Satyan           | New Delhi     |
| 1973      | Farzana Habib          | Maharashtra   |
| 1974      | Shailini Dholakia      | Maharashtra   |
| 1975      | Meenakshi Kurpad       | Maharashtra   |
| 1976      | Naina Balsaver         | Uttar Pradesh |
| 1977      | Nalini Vishwanathan    | New Delhi     |
| 1978      | Alamjeet Kaur Chauhan  | Punjab        |
| 1979      | Swaroop Sampat         | Maharashtra   |
| 1980      | Sangeeta Bijlani       | Maharashtra   |
| 1981      | Rachita Kumar          | Maharashtra   |
| 1982      | Pamella Chaudry Singh  | New Delhi     |
| 1983      | Rekha Hande            | Karnataka     |
| 1984      | Juhi Chawla            | Punjab        |
| 1985      | Sonu Walia             | New Delhi     |
| 1986      | Mehr Jessia            | Maharashtra   |
| 1987      | Priyadarshini Pradhan  | Maharashtra   |
| 1988      | Dolly Minhas           | Punjab        |
| 1989-1990 | Suzanne Sablok         | Maharashtra   |
| 1991      | Christabelle Howie     | Tamil Nadu    |
| 1992      | Madhu Sapre            | Maharashtra   |
| 1993      | Namrata Shirodkar      | Maharashtra   |

### De 1994 à 2013
L'organisation Miss Inde envoie ses lauréates aux concours Miss Univers, Miss Monde, Miss Terre et Miss Asia Pacific International.
Trois candidates sont élues ce soir là.
| Année | Miss Inde Univers | Miss Inde Monde      | Miss Inde Asie-Pacifique |
| ----- | ----------------- | -------------------- | ------------------------ |
| 1994  | Sushmita Sen      | Aishwarya Rai        | Swetha Memon             |
| 1995  | Manpreet Brar     | Preeti Mankotia      | Ruchi Malhotra           |
| 1996  | Sandhya Chib      | Rani Jeyraj          | Mini Menon               |
| 1997  | Nafisa Joseph     | Diana Hayden         | Divya Chauhan            |
| 1998  | Lymaraina D'souza | Annie Thomas         | Vithika Aggarwal         |
| 1999  | Gul Panag         | Yukta Mookhey        | Shivangi Parikh          |
| 2000  | Lara Dutta        | Priyanka Chopra      | Dia Mirza                |
| 2001  | Celina Jaitley    | Sara Corner          | Maheshwari Thyagrajan    |
| Année | Miss Inde Univers | Miss Inde Monde      | Miss Inde Terre          |
| 2002  | Neha Dhupia       | Shruti Sharma        | Reshmi Ghosh             |
| 2003  | Nikita Anand      | Ami Vashi            | Shwetha Vijay            |
| 2004  | Tanushree Dutta   | Sayali Bhagat        | Jyoti Brahmin            |
| 2005  | Amrita Thapar     | Sindhura Gadde       | Niharika Singh           |
| 2006  | Neha Kapur        | Natasha Suri         | Amruta Patki             |
| 2007  | Puja Gupta        | Sarah-Jane Dias      | Pooja Chitgopekar        |
| 2008  | Simran Kaur Mundi | Parvathy Omanakuttan | Tanvi Vyas               |
| 2009  | Ekta Chowdhary    | Pooja Chopra         | Shriya Kishore           |
| 2010  | Ushoshi Sengupta  | Manasvi Mamgai       | Nicole Faria             |
| 2011  | Vasuki Sunkavalli | Kanishtha Dhankar    | Hasleen Kaur             |
| 2012  | Urvashi Rautela   | Vanya Mishra         | Prachi Mishra            |

### 2013- Femina Miss India
| Année | Miss Inde Monde          | Miss Inde Terre               | Miss Inde Supranational |
| ----- | ------------------------ | ----------------------------- | ----------------------- |
| 2013  | Navneet Kaur Dhillon     | Sobhita Dhulipala             | Vijaya Sharma           |
| Année | Miss Inde Monde          | Miss Inde International       | Miss Inde Supranational |
| 2014  | Koyal Rana               | Jhataleka Malhotra            | Aafreen Vaz             |
| Année | Miss Inde Monde          | Miss Inde Grand International | Miss Inde Supranational |
| 2015  | Aditi Arya               | Vartika Singh                 | Aafreen Vaz             |
| Année | Miss Inde Monde          | Miss Inde Grand International |                         |
| 2016  | Priyadarshini Chatterjee | Pankhuri Gidwani              |                         |
| 2017  | Manushi Chhillar         | Anukriti Gusain               |                         |
| 2018  | Anukreethy Vas           | Meenakshi Chaudhary           |                         |
| 2019  | Suman Rao                | Shivani Jadhav                |                         |
| 2020  | Manasa Varanasi          | Manika Sheokand               |                         |
| 2022  | Sini Sadanand Shetty     |                               |                         |

### 2013- Miss Diva
| Année | Miss Inde Univers    | Miss Inde International |
| ----- | -------------------- | ----------------------- |
| 2013  | Manasi Moghe         | Gurleen Grewal          |
| Année | Miss Inde Univers    | Miss Inde Supranational |
| 2014  | Noyonita Lodh        | Asha Bhat               |
| Année | Miss Inde Univers    | Aucun Concours          |
| 2015  | Urvashi Rautela      | Aucune Candidate        |
| Année | Miss Inde Univers    | Miss Inde Supranational |
| 2016  | Roshmitha Harimurthy | Srinidhi Ramesh Shetty  |
| 2017  | Shraddha Shashidhar  | Peden Ongmu Namgyal     |
| 2018  | Nehal Chudasama      | Aditi Hundia            |
| 2019  | Vartika Singh        | Shefali Sood            |
| 2020  | Adline Castelino     | Aavriti Choudhary       |
| 2021  | Harnaaz Sandhu       | Ritika Khatnani         |
| 2022  | Divita Rai           | Pragnya Ayyagari        |
| 2023  | Shweta Sharda        | Sonal Kukreja           |
| 2024  | Rhea Singha          |                         |

## Galerie

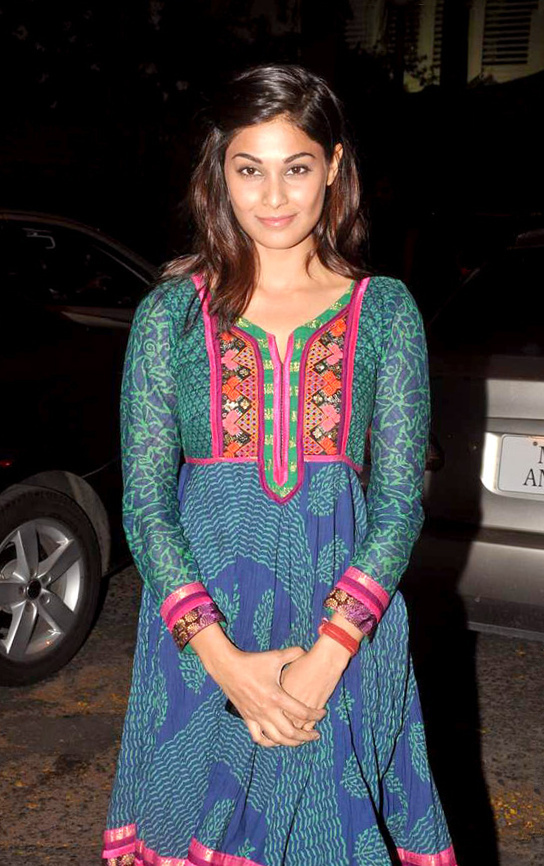
Puja Gupta, Miss Inde Univers 2007.
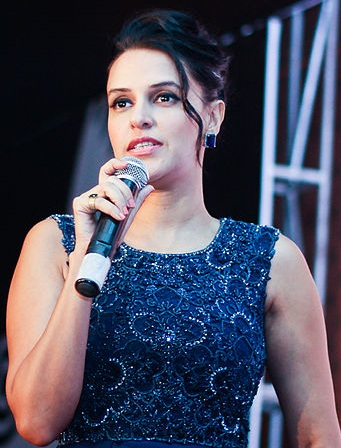
Neha Dhupia, Miss Inde Univers 2002.
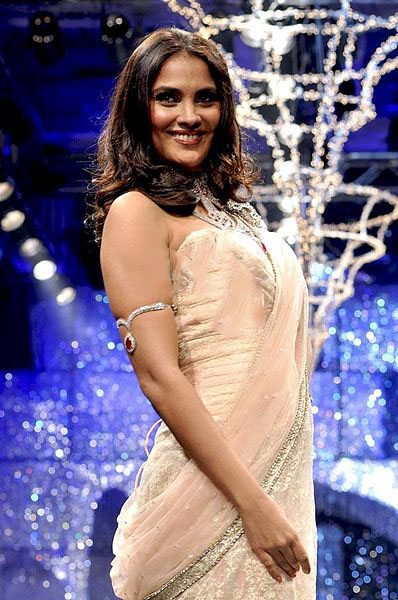
Lara Dutta, Miss Univers 2000.
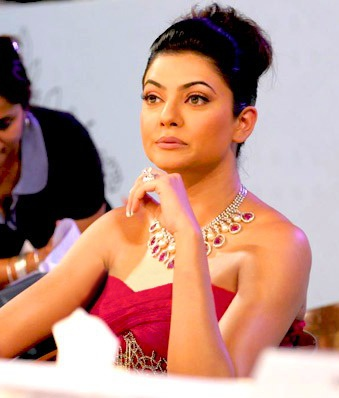
Sushmita Sen, Miss Univers 1994.

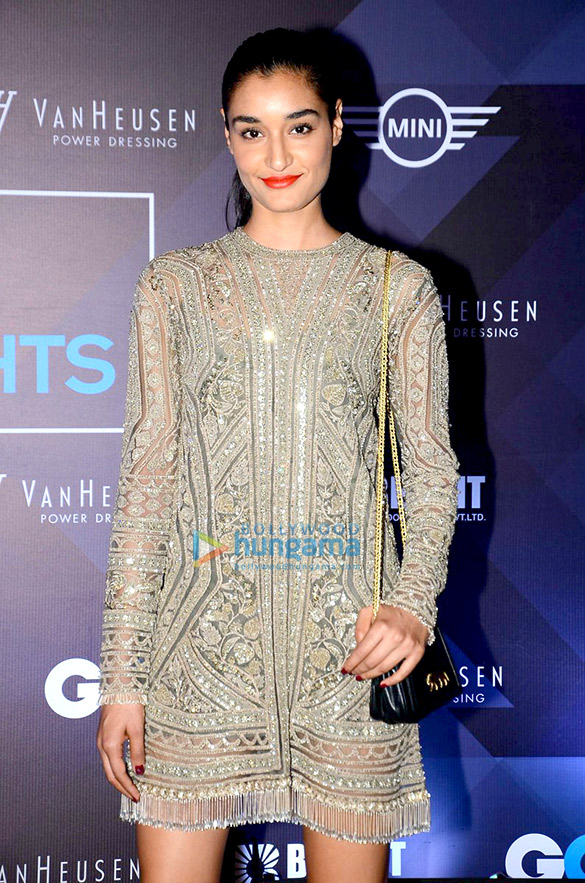
Kanishtha Dhankar, Miss Inde Monde 2011.
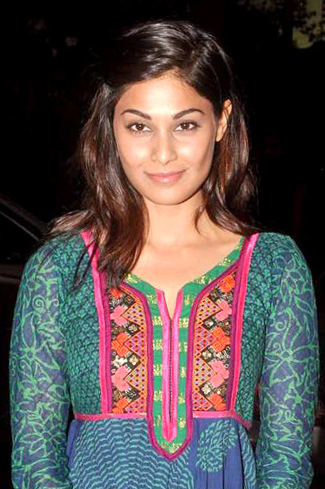
Pooja Chopra, Miss Inde Monde 2009.
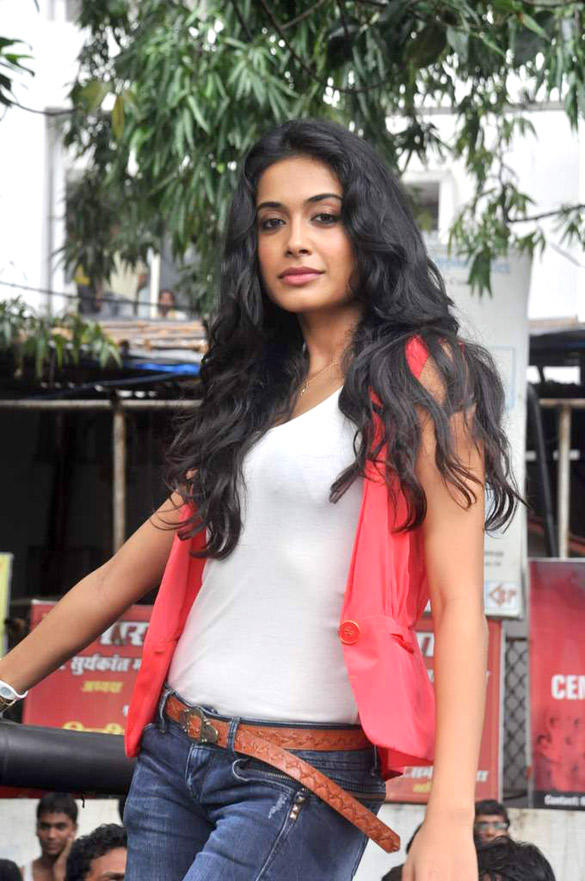
Sarah-Jane Dias, Miss Inde Monde 2007.
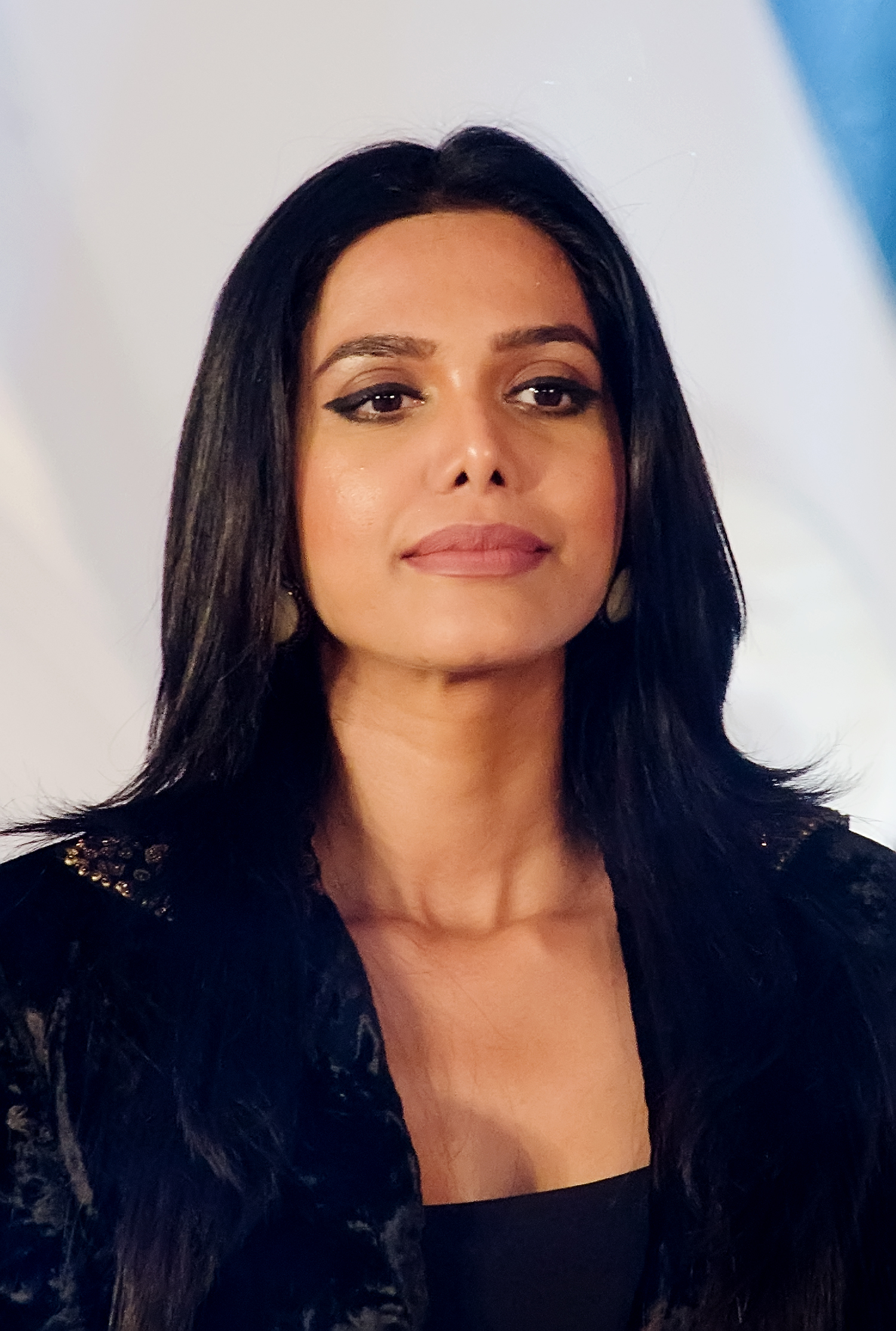
Natasha Suri, Miss Inde Monde 2006.
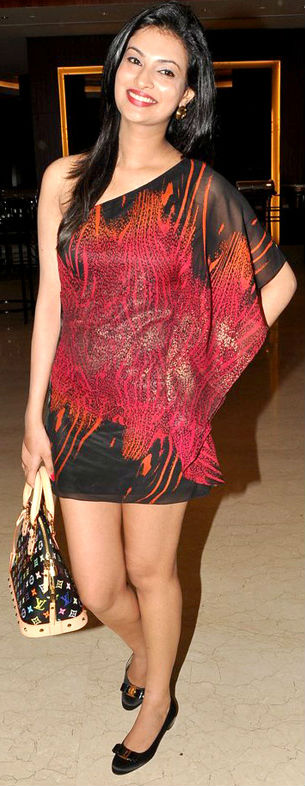
Sayali Bhagat, Miss Inde Monde 2004.
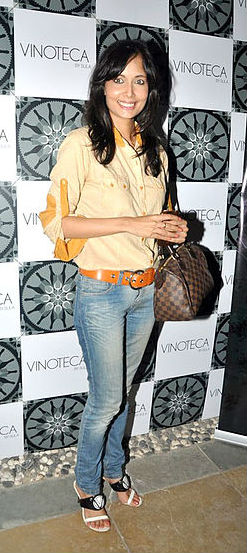
Shruti Sharma, Miss Inde Monde 2002.
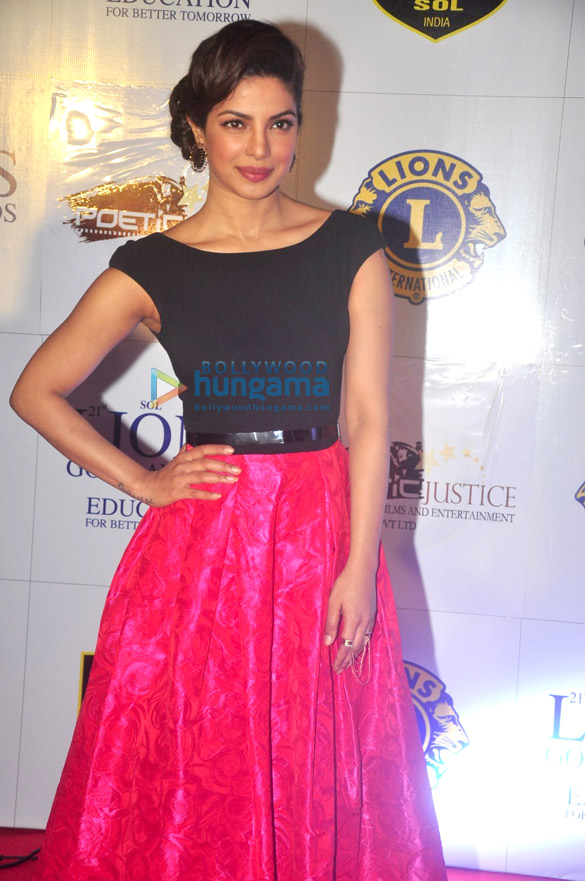
Priyanka Chopra, Miss Monde 2000.
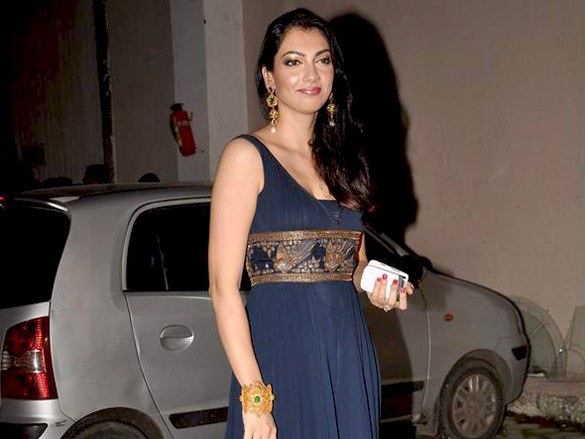
Yukta Mookhey, Miss Monde 1999.
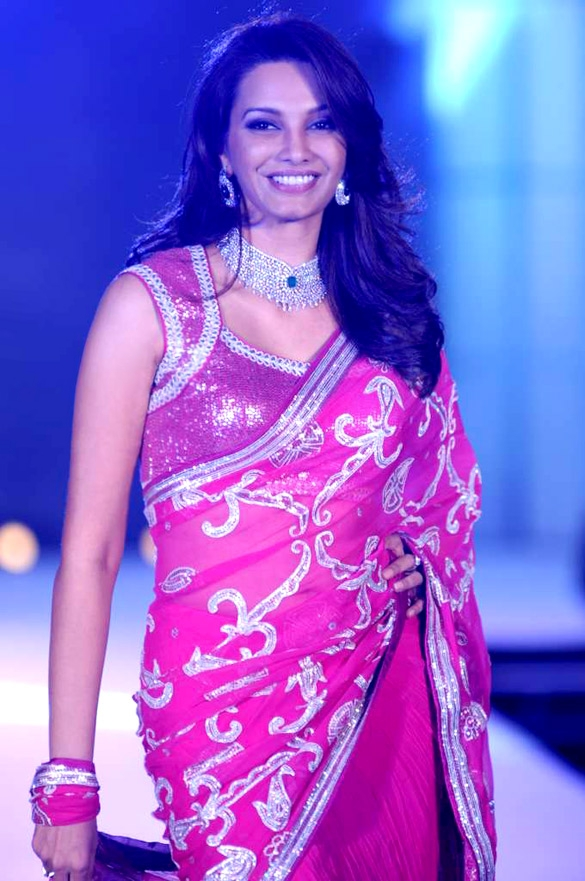
Diana Hayden, Miss Monde 1997.
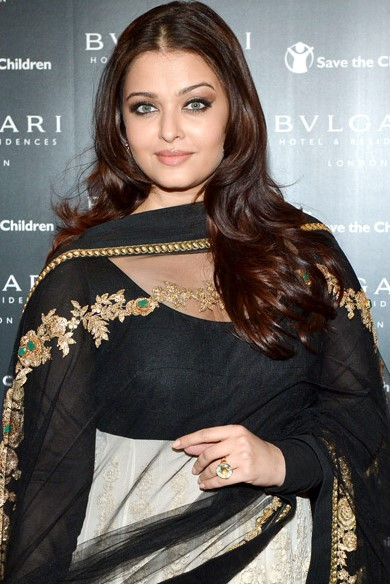
Aishwarya Rai, Miss Monde 1994.

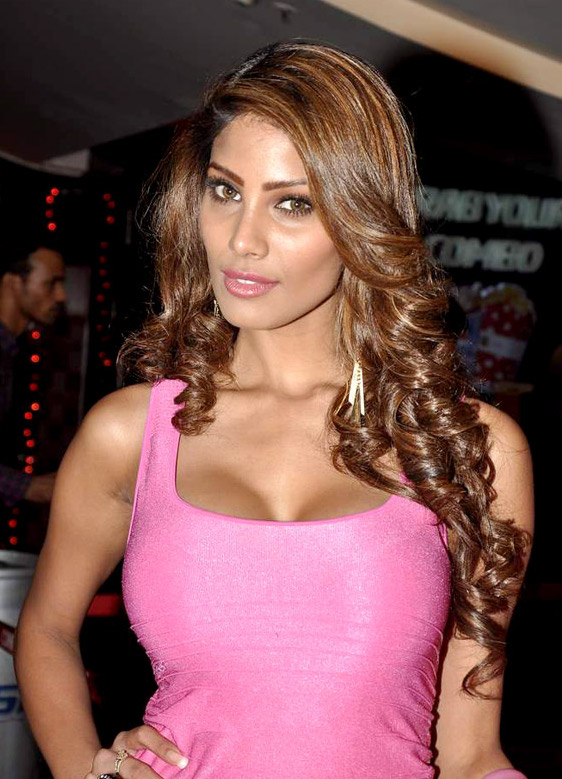
Nicole Faria, Miss Terre 2010.
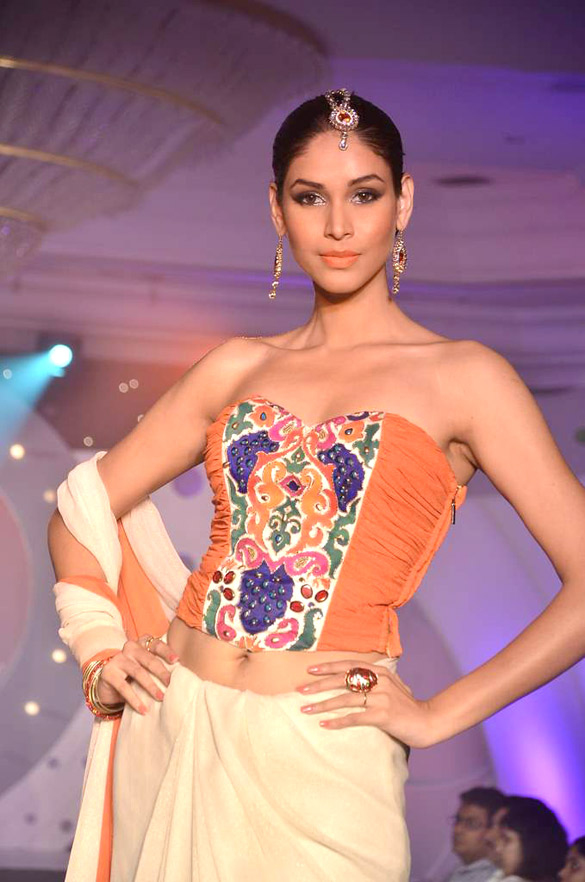
Amruta Patki, Miss Inde Terre 2006.
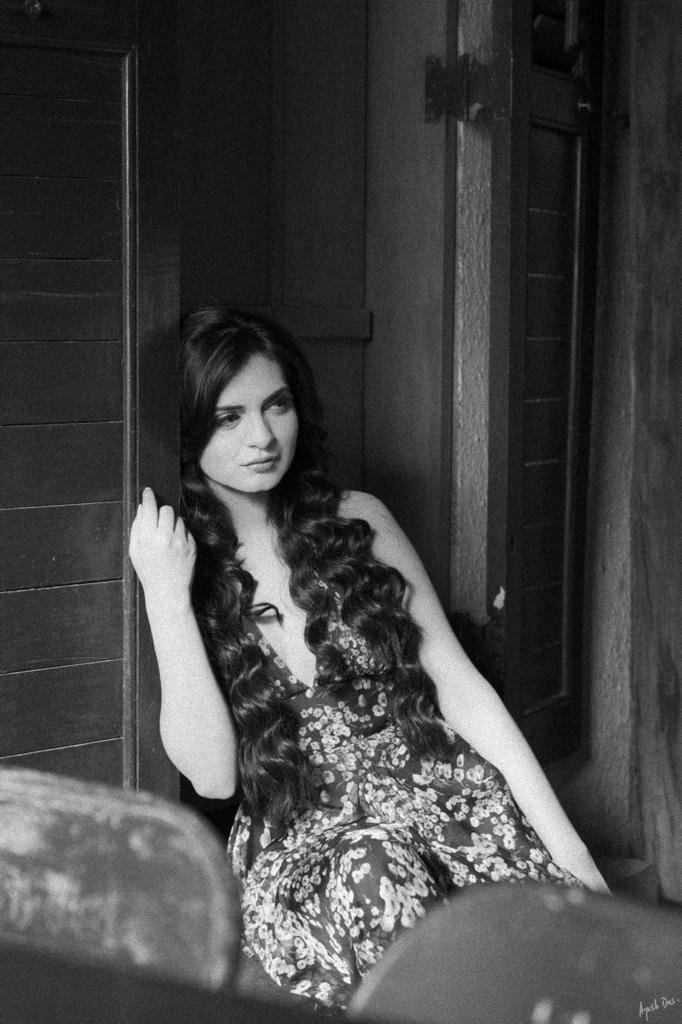
Niharika Singh, Miss Inde Terre 2005.
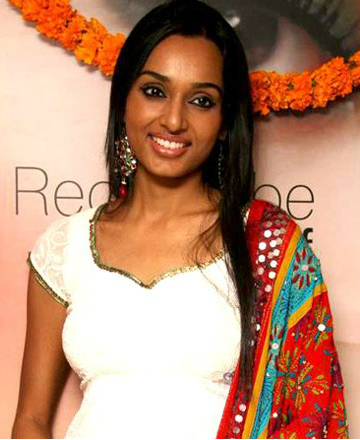
Reshmi Ghosh, Miss Inde Terre 2002.
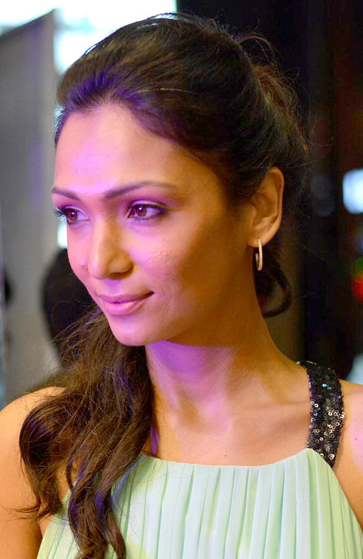
Shamita Singha, Miss Inde Terre 2001.
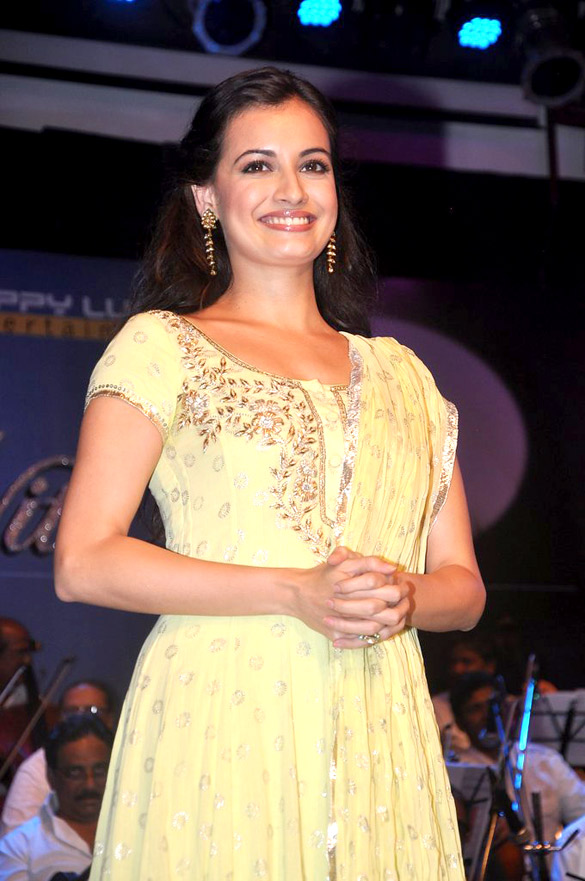
Dia Mirza, Miss Inde Asie-Pacifique 2000.

## Classement de l'Inde aux concours internationaux

### Pour Miss Univers
À ce jour, trois candidates ont été sacrées Miss Univers, il s’agit de :
- Sushmita Sen en 1994.
- Lara Dutta en 2000.
- Harnaaz Sandhu en 2021.

### Pour Miss Monde
À ce jour, six candidates ont été sacrées Miss Monde, il s’agit de :
- Reita Faria en 1966.
- Aishwarya Rai en 1994.
- Diana Hayden en 1997.
- Yukta Mookhey en 1999.
- Priyanka Chopra en 2000.
- Manushi Chhillar en 2017.

### Pour Miss Supranational
À ce jour, deux candidates ont été sacrées Miss Supranational, il s’agit de :
- Asha Bhat en 2014.
- Srinidhi Ramesh Shetty en 2016.